# ILO-Motorenwerke

Logo aus den 1950er Jahren

Die ILO-Motorenwerke waren einst die größten Zweitaktmotorenwerke Deutschlands.
Der Begriff ILO stammt aus der Kunstsprache Esperanto und bedeutet „Werkzeug“.

## Gründungsjahre und Erster Weltkrieg

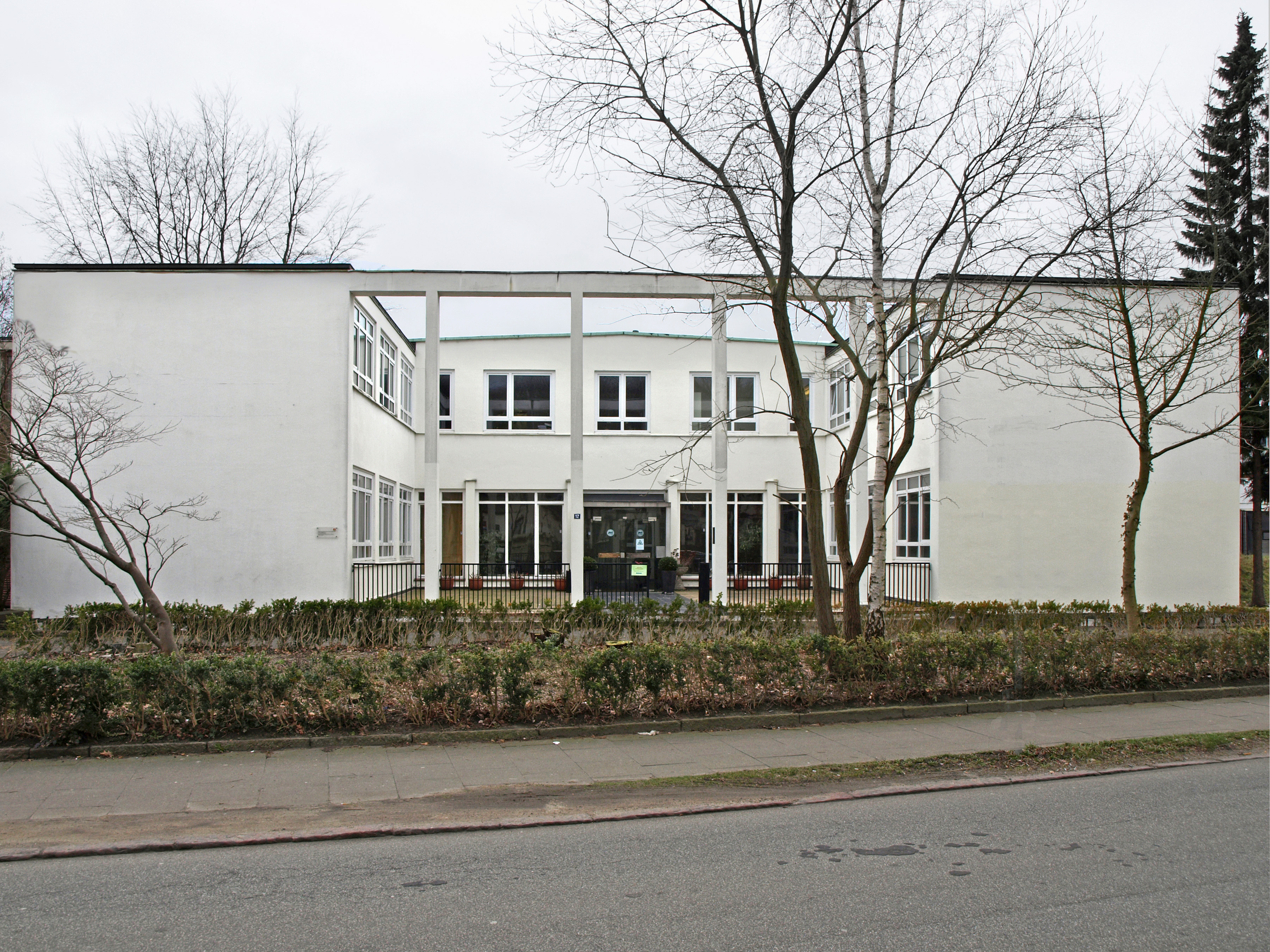
Empfangsgebäude (2012)

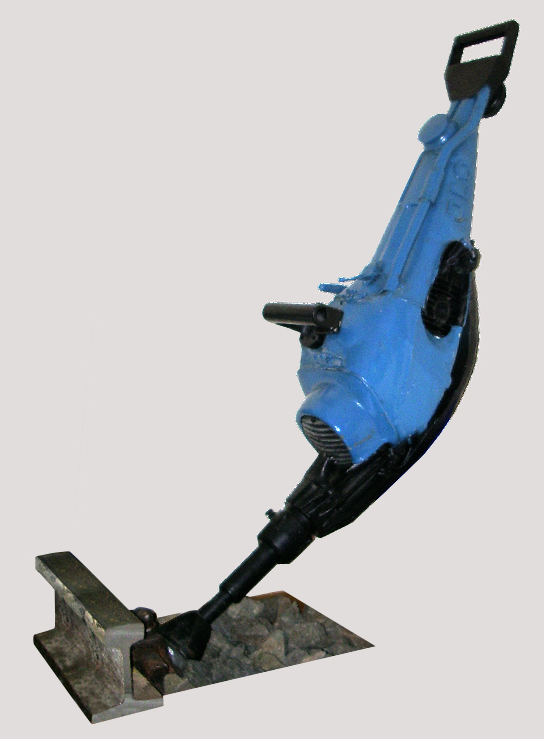
Gleisstopfmaschine um 1920

Motorrad um 1930 mit ILO-Motor

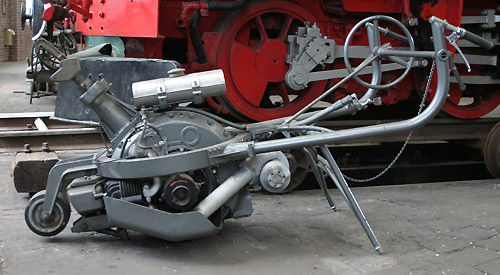
Einachswagenschieber von ILO

Dreiradlieferwagen mit ILO-Motor

Gegründet wurde das Unternehmen 1911 in Altona (Provinz Schleswig-Holstein, heute Hamburg). Dort kaufte der Gründer Heinrich Christiansen eine in Konkurs geratene Maschinenfabrik. Unter der Firma Norddeutsche Maschinenfabrik GmbH beschäftigte er zunächst circa 25 Mitarbeiter. Hergestellt wurden insbesondere Geräte für den Gleis- und Brückenbau der Preußischen Staatseisenbahnen. Zwei Jahre nach der Unternehmensgründung waren die Betriebsräume in Altona zu klein geworden. Christiansen kaufte ein Gelände am Bahnhof von Pinneberg. Dort wurde für die Fertigung eine kleine Halle errichtet, in deren Anbau sich die Büroräume befanden. Auch während des Ersten Weltkriegs wurde die für den Eisenbahnbau entwickelte Gleisstopfmaschine weiter gebaut. Diese war ein Gerät, das zur Verdichtung des Schotters zwischen den Schwellen benutzt wurde. Um 1918 wurde dann ein Zweitaktmotor entwickelt, der das Gerät unabhängig von anderen Kraftquellen machte. Dies war praktisch der erste ILO-Motor.

## Entwicklung zwischen den Kriegen
Nach dem Kriegsende 1918 hatte der Betrieb große wirtschaftliche Probleme. Die Rüstungs-Aufträge blieben aus und viele Arbeiter mussten entlassen werden. Die Gleisstopfmaschinen brachten in den Folgejahren gute Verkaufserfolge. Die Produktion der Gleisstopfmaschinen in Pinneberg endete 1922, nachdem sich Christiansen 1921 entschloss, das Patent der Gleisstopfmaschinen an die Krupp AG zu verkaufen.
Nun konzentrierte sich der Betrieb auf den Bau von Zweitaktmotoren für Motorräder und Kleinlaster. Fast alle wichtigen deutschen Hersteller von Motorrädern bauten die Motoren in ihre Fahrzeuge ein. Gegen 1927 wurde ein Fahrradhilfsmotor entwickelt, der einer der ersten leistungsfähigen Antriebe für Fahrräder war. Ab 1929 wurden Zweitaktmotoren für die Landwirtschaft angeboten; es gab zum Beispiel Motorhacken und Pumpen mit ILO-Motoren. Seit 1922 wurde der Betrieb ständig vergrößert, bis um 1930 der Name ILO über dem Eingang stand.
Von 1923 bis 1925 stellte die Norddeutsche Maschinenfabrik GmbH Motorräder mit 117-cm³- und 147-cm³-Zweitaktmotoren und eigenen Zweiganggetrieben her; 1924 kamen die Modelle E. G. 53 mit 132 cm³ und *D. B. 60 mit 170 cm³ Hubraum heraus.
In den 1930er Jahren waren die Zweitaktmotoren für Dreiradlieferwagen ein großer Umsatzschlager. In den Modellen Tempo (Vidal & Sohn) und Goliath (Borgward) liefen Motoren von ILO. 1931 wurde ein Einachswagenschieber zum Verschieben von Eisenbahnwaggons auf den Markt gebracht. Er wurde viele Jahre erfolgreich verkauft. Die ILO-Zweiradmotoren hatten es immer schwerer, sich gegen die Konkurrenz von DKW, NSU und Sachs durchzusetzen. Die Bastert-Werke in Bielefeld hingegen bezogen ihre gesamte Motorenpalette von ILO. Bis zum Zweiten Weltkrieg wuchs die Anzahl der Beschäftigten auf 300.
Während des Zweiten Weltkrieges wurden fast ausschließlich Motoren gefertigt. Da diese hauptsächlich zu militärischen Zwecken Verwendung fanden, wurde das Werk zum Rüstungsbetrieb erklärt und Christiansen zum Wehrwirtschaftsführer ernannt. In der Zeit des Krieges wurden etwa 160 Zwangsarbeiter eingesetzt. Sie wohnten in Baracken auf dem Werksgelände. Die Werksanlagen blieben während des Krieges unversehrt; keine Bomben trafen das Werk.

## Nach dem Zweiten Weltkrieg
Nach dem Zweiten Weltkrieg war das ILO-Werk voll einsatzbereit und Heinrich Christiansen jun. übernahm seine Leitung. Auch eine Demontage durch die englische Besatzungsmacht fand kaum statt. Man fing an mit dem Herstellen von Krücken, Eierbechern, Feuerzeugen und sonstigen Gegenständen, die man nach Kriegsende dringend benötigte. An den Motorenbau war erstmal nicht zu denken, aber es wurden Motoren der britischen Rheinarmee repariert und die ersten Aufträge für Fahrzeugmotoren kamen ebenfalls von der Besatzungsmacht.

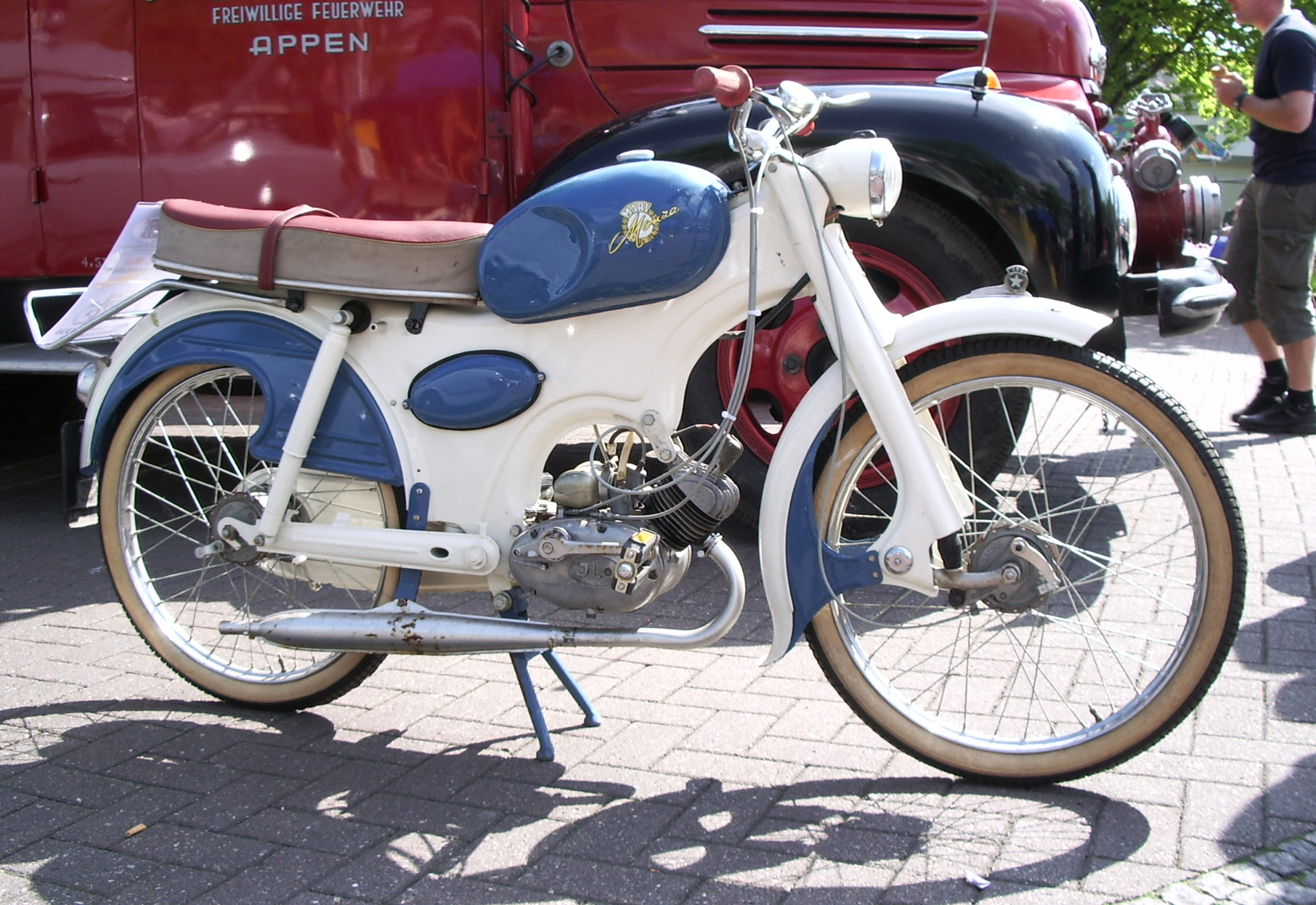
Mars-Monza mit 49-cm³-ILO-Motor

Die ersten Zweitaktmotoren für zivile Zwecke wurden wieder ab 1947 gefertigt. Zu den ersten Nachkriegskunden gehörte auch die Hamburger Firma Vidal & Sohn. Sie begann erneut mit der Produktion der TEMPO-Dreiradlastfahrzeuge und baute weiterhin ILO-Motoren ein. Ab 1948 setzte zudem eine Motorisierungswelle ein. Sie begann für die meisten mit dem Kauf eines Motorrades. So erlebte ILO in den folgenden Jahren einen Auftragsboom, aber man war für diese Herausforderung gut gerüstet, da das Werk ja fast vollständig erhalten geblieben war. Die Motoren aus den Vorkriegsjahren wurden immer weiter verbessert. Viele Motorradhersteller entschieden sich für den ILO-Motor. Darunter waren bekannte Motorradkonfektionäre wie zum Beispiel Bücker, Dürkopp, Geier, Göricke, Hercules, Hoffmann, Maico, RMW, Rixe und Tornax. Auch einige wenige kleine Automobilhersteller, wie Kleinschnittger, Staunau und Wendax, rüsteten ihre Kleinwagen mit ILO-Motoren aus. Bis 1950 stieg die Zahl der produzierten Motoren auf circa 56.000 Stück und die Zahl der Beschäftigten war auf etwa 600 gestiegen. Man fing an, in drei Schichten zu arbeiten, um der Nachfrage gerecht zu werden. Doch reichte die vorhandene Produktionsfläche nicht mehr aus. So wurde 1950 das Werk auf 8.750 m² vergrößert. Gleichzeitig entstand ein weiteres Werk in München, die ILO-Werke Süd.

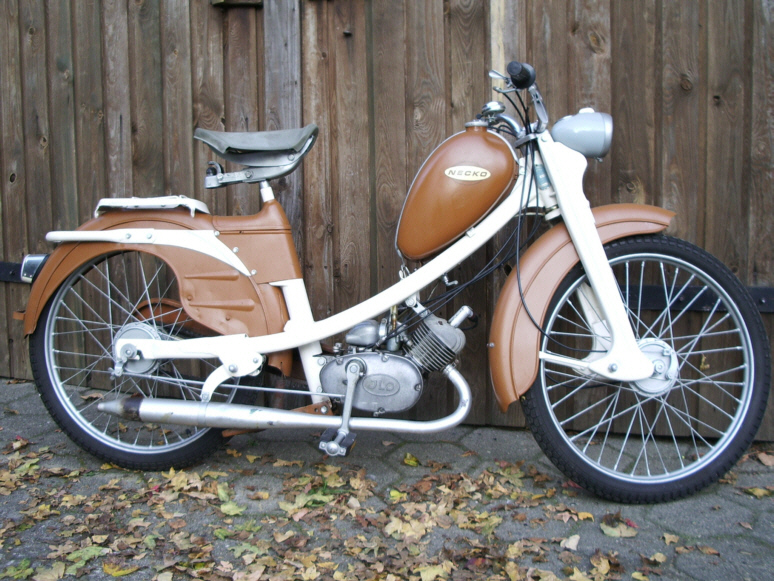
Moped mit ILO-Piano-Motor Baujahr 1957

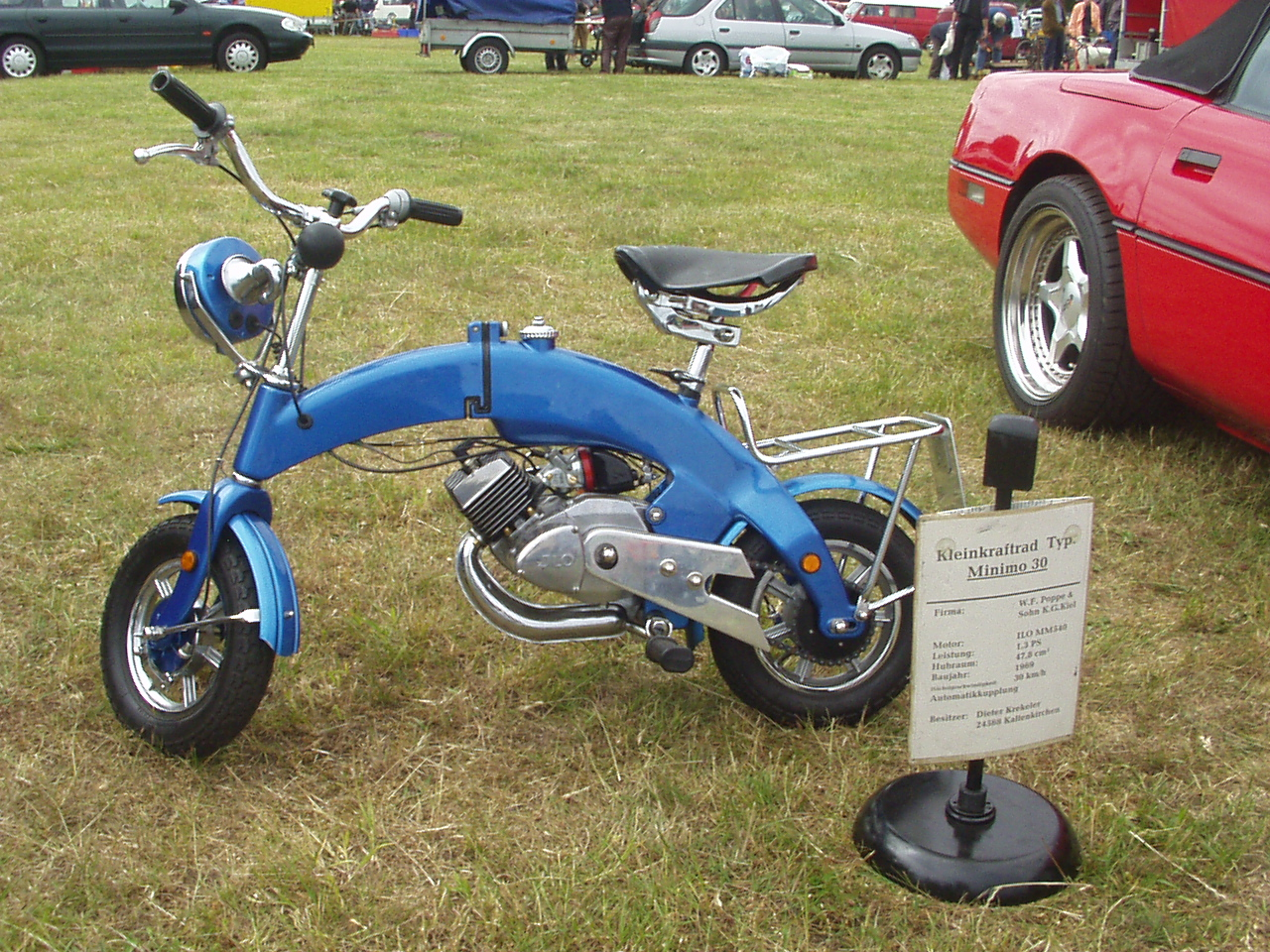
Minimo 30 Baujahr 1969 mit ILO-540-Motor

Dort wurden hauptsächlich Mokick-Motoren und der berühmte ILO-Piano-Motor gebaut, der Piano (ital.=leise) hieß, weil Kurbelwelle und Kupplung nicht über eine laute Kette verbunden waren, sondern durch einen leisen Zahnriemen, im Getriebe lief aber weiterhin eine Kette. Der wohl bekannteste und erfolgreichste Motor war jedoch der ILO Twin (M 2 × 125) mit 250 cm³, der in Pinneberg hergestellt wurde.
Mitte 1954 arbeiteten etwa 1500 Beschäftigte in beiden Werken und produzierten etwa 184.000 Motoren. Damit war ILO nicht nur größter Arbeitgeber im Kreis Pinneberg, sondern auch größter Hersteller für Zweitaktmotoren in Deutschland. Weiterhin baute man noch den bereits vor dem Krieg entwickelten und weiter verbesserten Einradwagenschieber, Stationärmotoren bis 1,1 L Hubraum und Außenbordmotoren.
Doch Mitte der 1950er Jahre endete der Boom für motorisierte Zweiräder. Zahlreiche Motorradhersteller meldeten Konkurs an, denn der Pkw wurde zum Liebling der Deutschen. Die Herstellung von Motorrad- und Roller-Motoren lief gegen 1959 aus. Das Unternehmen musste circa 600 Beschäftigte entlassen.

## Übernahme, Rekorde und Niedergang
Mit der Rockwell Manufacturing Company war Ende 1959 ein Käufer gefunden worden. Christiansen jun. verblieb noch bis 1960 als Geschäftsführer im Unternehmen. Es wurde eine neue Fertigungshalle für Armaturen gebaut. Das Geschäft mit den vernachlässigten Industriemotoren entwickelte sich positiv und die Zahl der Beschäftigten stieg wieder auf 1200. Ab 1963 reichten die Produktionshallen nicht mehr aus und man verlagerte die Armaturenfertigung nach Prisdorf.
Gegen 1960 begann die Entwicklung von Schneemobil-Motoren für den nordamerikanischen und skandinavischen Markt, da in den USA und Kanada das Schneemobil zu einem Sportgerät geworden war. Ab 1963 investierte das Unternehmen in entsprechende Motoren. Eine breite Motorenpalette stand bald zur Verfügung und der Erfolg blieb nicht aus. Auch in Go-Karts, die auf Volksfesten zum Einsatz kamen, wurden ILO-Motoren verbaut. In den Anfangsjahren des Kartsports wurden deutsche und internationale Meistertitel mit ILO-Motoren gewonnen.
Mitte der 1960er Jahre kamen für ILO neue Absatz- und Produktionsrekorde. Der Verkauf von Schneemobilmotoren nach den USA und Kanada stieg auf über 39.000 Stück, was etwa die Hälfte des gesamten ILO-Exports darstellte. Ab 1965 steigerte sich der Absatz in größeren Stückzahlen. Bis Ende 1969 produzierte ILO circa 283.000 Motoren. 1968 wurde schließlich eine neue Druckgussgießerei gebaut. Damit stieg die Produktionsfläche auf über 20.000 m². Auch die Investitionen erreichten Rekordhöhen, 1969 betrugen sie 10 Mio. DM. Allein der Umbau und die Erweiterung der Sozialräume kosteten 500.000 DM und der Bau eines vollautomatischen Hochregallagers kostete 1,5 Mio. DM. Es war geplant, den Umsatz auf über 100 Mio. DM zu steigern.
1971 ging der Umsatz mit Schneemobilmotoren jedoch drastisch zurück, denn die japanische Konkurrenz war zu groß geworden. Wie fast überall machten sie mit qualitativ guten und preiswerten Produkten den deutschen und europäischen Herstellern zu schaffen. Außerdem führten Überkapazitäten bei der Motorenproduktion weltweit zu einem Preisverfall. Die Aufwertung der DM erschwerte das Auslandsgeschäft. 1969 lieferte ILO noch 283.000 Motoren. Ein Jahr später waren es nur noch 128.300. Der Verkauf von Industriemotoren war zwar in den Jahren des Schneemobilbooms parallel fortgesetzt worden. Doch neue Produkte gab es nicht, denn man hatte sich zu sehr auf die Schneemobilmotoren konzentriert. Es folgten Jahre mit Kurzarbeit und Personalabbau. Die Zahl der Beschäftigten sank auf 800. Mitte 1975 stellte ILO die Produktion von Schneemobilmotoren ein. Die Druckgussgießerei wurde Anfang 1976 geschlossen. Zu diesem Zeitpunkt arbeiteten noch 320 Beschäftigte in den großen Hallen.

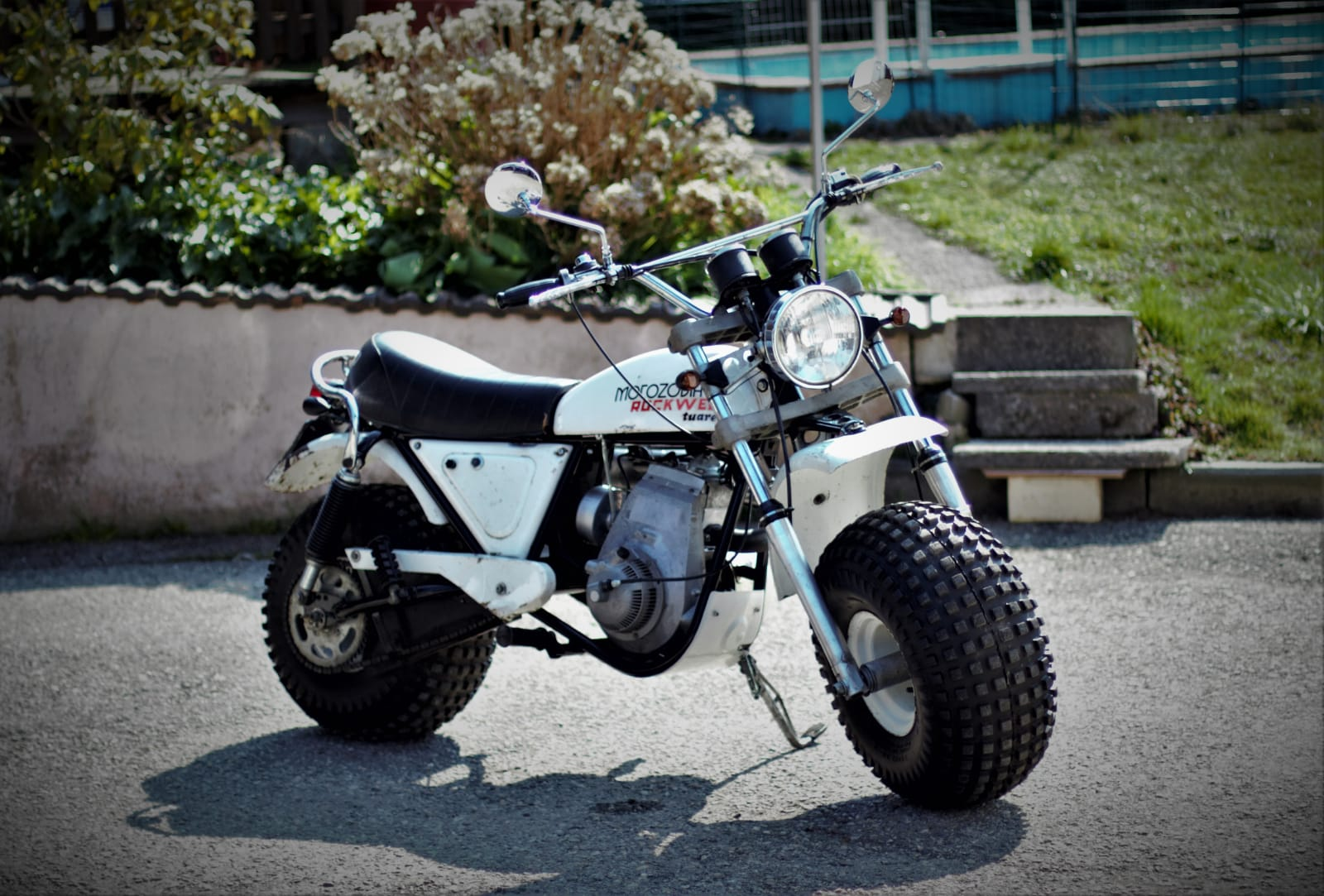
Moto Zodiaco Tuareg 223-2 mit Motor ILO Rockwell 1F250-1

1977 wurde das Unternehmen an die amerikanische Tecumseh Products Company verkauft. Die neue Gesellschaft baute Kompressoren, Getriebe und, wie früher, Zwei- und Viertaktmotoren. Mit dem Kauf des ILO-Werks sollte ein „Standbein“ auf dem europäischen Markt und die Stärkung der Position als Motorenanbieter erfolgen. Es wurde ein Ersatzteillager zur Versorgung der europäischen Tecumseh-Motorenkunden eingerichtet. ILO baute nun Allzweckmotoren für die Landwirtschaft, den Bau und die Industrie. ILO-Motoren liefen nun in Kehrmaschinen, Rasenmähern, Kompressoren und Erdverdichtern. Nun wurde wieder an weiteren technischen Verbesserungen des Motorenprogramms gearbeitet. Man erzielte auch wieder einen leichten Zuwachs beim Motorenabsatz. Die Auftragsfertigung und Lieferung von Kurbelwellen für andere Hersteller brachten kaum Gewinne ein. So wurden leerstehende Hallen an Toyota Deutschland vermietet, die dort ein Zentralersatzteillager betrieb, und man schrieb „schwarze Zahlen“.

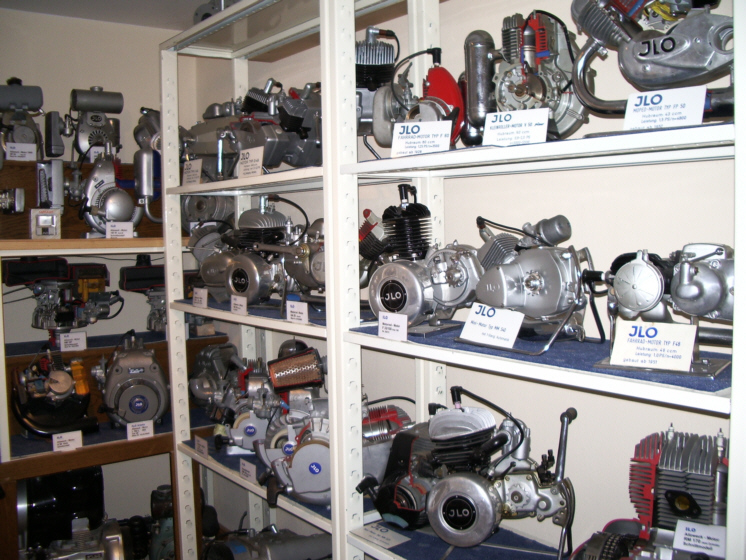
ILO-Motorensammlung aus dem Stadtmuseum in Uetersen

Im Jahr 1986 feierte ILO das 75-jährige Firmenjubiläum. Vor Beschäftigten und Ehrengästen zeigte sich die Geschäftsführung optimistisch, dass in den Folgejahren die Auftragslage verbessert werden könnte. Doch 1988 wurde allen Beschäftigten klar, dass es nicht so war. Nach dem Konkurs einiger wichtiger Abnehmer sank der Umsatz bis 1989 auf 6 Millionen DM. Ein neu entwickelter Rasenmähermotor musste wegen technischer Probleme vom Markt genommen werden. Seit 1987 machte das Unternehmen Verluste. Mitte 1990 beschloss Tecumseh die Schließung des Werks in Pinneberg, denn weltweit bestand eine Überkapazität im Bereich der Motorenfertigung. Die noch verbleibenden 186 Beschäftigten bekamen eine Abfindung nach einem Sozialplan. Auch die Ansprüche auf Betriebsrente wurden noch gesichert.
Zum 31. Dezember 1990 schlossen sich die Werkstore für immer. Am 13. März 1991 kamen der Maschinenpark, die Betriebseinrichtungen sowie große Teile des Werksmuseums der ILO-Werke zur Versteigerung. So ging eine achtzigjährige Firmengeschichte zu Ende.
Ein Teil der Motorensammlung kam ins Pinneberger Stadtmuseum und in das stadtgeschichtliche Heimatmuseum Uetersen. Seit 1999 findet jährlich im Mai die Pinneberg Mobil statt, ein Veteranentreffen mit einer Ausfahrt durch den Kreis Pinneberg für Automobile, Motorräder und Traktoren zum Gedenken an die ILO-Werke, mit Treffen der ehemaligen ILO-Mitarbeiter.
Noch zu „guten“ Zeiten hat sich das ILO-Werk um die Förderung des Maschinenbau-Handwerkes gekümmert. Oft wurden Führungen für interessierte Schulklassen durchgeführt. Ein Relikt dieser Zusammenarbeit ist ein Teil einer großen tonnenschweren ausrangierten ILO-Fertigungsstraße, das noch heute im Haupteingang der beruflichen Schulen des Kreises Pinneberg in Pinneberg steht.
Auf dem ILO-Gelände sollen mehr als 400 Wohnungen gebaut werden.